# Виборчий округ 129
Виборчий округ 129 — виборчий округ в Миколаївській області. В сучасному вигляді був утворений 28 квітня 2012 постановою ЦВК №82 (до цього моменту існувала інша система виборчих округів). Окружна виборча комісія цього округу розташовується в приміщенні адміністрації Центрального району Миколаївської міської ради за адресою м. Миколаїв, вул. Інженерна, 1.
До складу округу входять Центральний район міста Миколаїв та Вітовський район. Виборчий округ 129 межує з округом 127 і округом 128 на заході, з округом 130 на півночі і на сході, з округом 183 на півдні та обмежений узбережжям Чорного моря на південному заході. Виборчий округ №129 складається з виборчих дільниць під номерами 480308-480348 та 480873-480936.

## Народні депутати від округу
| Ім'я                                | Фото | Партія               | Скликання | Дата набуття повноважень | Дата припинення повноважень |
| ----------------------------------- | ---- | -------------------- | --------- | ------------------------ | --------------------------- |
| Жук Микола Васильович               |      | Партія регіонів      | 7-ме      | 12 грудня 2012           | 27 листопада 2014           |
| Жолобецький Олександр Олександрович |      | Блок Петра Порошенка | 8-ме      | 27 листопада 2014        | 29 серпня 2019              |
| Копитін Ігор Володимирович          |      | Слуга народу         | 9-те      | 29 серпня 2019           |                             |

## Результати виборів

### Парламентські

#### 2019
Кандидати-мажоритарники:
- Копитін Ігор Володимирович (Слуга народу)
- Жолобецький Олександр Олександрович (самовисування)
- Невінчанний Максим Андрійович (Опозиційна платформа — За життя)
- Тимошин Володимир Володимирович (Опозиційний блок)
- Кочмар Валерій Андрійович (самовисування)
- Горбатко Іван Геннадійович (Європейська Солідарність)
- Іванова Надія Валеріївна (самовисування)
- Ніколенко Анатолій Анатолійович (Батьківщина)
- Таранова Світлана Володимирівна (Демократична Сокира)
- Лєпішев Олексій Олександрович (самовисування)
- Кошковський Юрій Леонідович (Свобода)
- Жело Денис Вікторович (самовисування)
- Шевченко Олександр Олександрович (самовисування)
- Красівський Сергій В'ячеславович (Аграрна партія України)
- Шараєв Олександр Леонідович (самовисування)
- Миколайчик Сергій Володимирович (самовисування)
- Лебідь Андрій Васильович (самовисування)

#### 2014
Кандидати-мажоритарники:
- Жолобецький Олександр Олександрович (Блок Петра Порошенка)
- Жук Микола Васильович (самовисування)
- Ісаков Сергій Михайлович (самовисування)
- Ясинський Олександр Миколайович (Опозиційний блок)
- Іванова Надія Валеріївна (самовисування)
- Жук Володимир Васильович (самовисування)
- Казакова Тетяна Вікторівна (самовисування)
- Курілкін Володимир Михайлович (Радикальна партія)
- Зубенко Роман Вікторович (самовисування)
- Ващиленко Артем Миколайович (самовисування)
- Ісаков Олександр Миколайович (самовисування)
- Романішин Олександр Вікторович (самовисування)
- Корсак Оксана Григорівна (Блок лівих сил України)
- Ніжніковська Катерина Євгенівна (самовисування)

#### 2012
Кандидати-мажоритарники:
- Жук Микола Васильович (Партія регіонів)
- Жолобецький Олександр Олександрович (самовисування)
- Воронцов Михайло Юрійович (Комуністична партія України)
- Хобта Лариса Юріївна (самовисування)
- Мірошниченко Олексій Володимирович (Українська народна партія)
- Сторчеус Віктор Олександрович (Україна майбутнього)
- Влащенко Олександр Володимирович (Руський блок)

## Явка
Явка виборців на окрузі: